# 勇者死す。
『勇者死す。』（ゆうしゃしす、英題：Hero Must Die）は、株式会社ピラミッドが開発しジー・モードより発売されたRPG。
本項ではリメイク版についても扱う。

## 概要
魔王との戦いにおいて相討ちとなり死んだ勇者は、神に5日間だけ命を与えられる。日を追うごとに弱っていく勇者がどんな行動をするかで、彼の葬式に来る人々やエンディングの内容が変わる、マルチシナリオ・マルチエンディングを採用したRPG。
原案・ゲームデザイン・シナリオに桝田省治、音楽に伊藤賢治、キャラクターデザインに山下しゅんやなど、有名クリエーターを起用している。原案自体は、桝田省治が何年も暖めてきたもので、ゲームの概要は配信前から既にネット上に公開されていた。

## 沿革
- 2007年12月25日 - iアプリ版が配信開始。
- 2008年5月1日 - S!アプリ版が配信開始。
- 2008年9月18日 - EZアプリ版が配信開始。
- 2009年5月25日 - 桝田省治の書き下ろしのエンディングや各ヒロインのセリフを追加しゲームバランス調整をしたディレクターズカット版『勇者死す。ディレクターズカット』がiアプリ向けに配信。
- 2012年12月6日 - 配信終了。
- 2015年 - PlayStation Vita向けリメイク版の制作を発表。
- 2016年2月25日 - PlayStation Vita版が日本一ソフトウェアより発売[3]。
- 2020年2月26日 - Microsoft Windows・PlayStation 4・Nintendo Switch向けのリマスター版『勇者死す。again』がDEGICAより発売[4]。
- 2020年10月1日 - ジー・モードがNintendo Switch向けにフィーチャーフォン用ソフトを移植展開する「G-MODEアーカイブス」の第18弾ソフトとして『勇者死す。ディレクターズカット』が発売。

## キャラクター
勇者
声 - 代永翼
本作の主人公。魔王ギールを倒し、国を救った勇者。
しかしその代償として命を失い、最愛の恋人は消息不明のままであった。そんな時、奇跡が起き、神に5日間だけ命を与えられる。
スクリーンショットでは「ヒーロ」や「ショウ」という名前が設定されている。
ユリア
声 - 今井麻美
神に遣える天使。5日間の命を与えられた勇者を見守る。
リュー
声 - 加隈亜衣
“森人（もりびと）”と呼ばれ、長い耳を持つ亜人の女性。
弓の名手で、かつては勇者と行動を共にしていたが、現在は森を荒らす人間達と戦う部隊のリーダーを務めている。
メリーアン
声 - 松井恵理子
自称天才科学者。常識外れの言動や行動から、周囲では「魔女」と呼ばれている。
ビビ
声 - 福圓美里
幼い商人の娘。傭兵を従え旅をしている。
サラ
声 - 五十嵐裕美
マーナ教会のシスター。平等を信念とし、かつては“森人”と“穴民”を人間と共に参戦へ導いた。
ナオミ
声 - 行成とあ
“穴民（あなたみ）”と呼ばれ、頭に角を持つ亜人の女性。
フローラ
声 - 村川梨衣
王都・グランダムの王女。王位継承権第一位。世間知らずだが心優しく、勇者を支持している。
エドワード
声 - 拝真之介
王都・グランダムの王。フローラの父。
トーマス
声 - 後藤ヒロキ
幼い頃から勇者の面倒を見ている執事。様々な魔法を使いこなす。
ゾロ
声 - 最上嗣生
勇者が魔王を倒した際、行動を共にしていたメンバーの1人。勇者に対し、劣等感を抱いている。

## スタッフ
- 原案・ゲームデザイン・シナリオ: 桝田省治
- キャラクターデザイン:山下しゅんや、クロサワテツ（Vita版）
- 音楽: 伊藤賢治
- プロデューサー: 河上京子、飯淳、菅沼元（Vita版）
- アシスタントプロデューサー: 石川雅生
- アソシエイトプロデューサー: 中野賢、長木一記
- プロダクトマネージャー: 柏木准一
- ディレクター: 園田宏樹
- チーフプログラマー: 武重和徳
- プログラマー: 吉澤剛
- プログラムスーパーバイザー: 渡邉清遵
- プログラムマネージャー: 小倉唯克
- チーフデザイナー: 横田久
- デザイナー:武石政和、佐藤徹
- サウンドデザイナー: 仲野亜紀子、浅野諭、山下祐佳、関川淳、新保茂行
- ロゴデザイナー: 荻窪裕司
- プロモーションムービー: 大嶋利昭
- 制作サポート: 風間正人、坂本一雪

## 制作

### 企画
本作のアイデアは『俺の屍を越えてゆけ』の開発期間の段階ですでにまとまっていたが、原案者の桝田省治がある会社に相談したところ、主人公が衰弱死する結末を否定的に取られ、同様の要素を持つ『俺の屍を越えてゆけ』の売れ行きを見るという形で見送られた。
『俺の屍を越えてゆけ』の売れ行きから、このアイデアは受け入れられるだろうということにはなったものの、ゲーム性の暗さもあり、複数の会社から開発を拒否された。
ゲーム性の暗さを打ち消すため、桝田がピラミッドの飯淳に相談したところ、より安直なアイデアを入れるようアドバイスを受け、美少女をたくさん登場させることにした。それから、「ドラマチックRPG」というキャッチコピーができあがり、タイトルの『勇者死す。』のの句点がハートマークになり、最終的には開発に至った。

### 開発
桝田は本作のテーマを「やり残さないようにがんばって生きる。でも、やり残したことはあきらめる」とし、勇者の衰弱を虫歯の進行やダムの決壊にたとえた。
桝田は典型的なヒロインを造形することを意識し、キャラクターデザイナーである山下しゅんやが提出したイラストを基に設定を構築し、山下のイラストに合わせてイメージやセリフも変更した。また、プロデューサーであるジー・モードの河上京子も山下が選出された時点である程度イメージを持っていたため、山下のデザインに注文を付けることはほとんどなかった。
本作のヒロインたちのセリフには性的なほのめかしが含まれていることについて、桝田はユーザーが喜んでくれることに付け加え、「『死』をテーマとしている以上、反対にある『生』の要素を入れてバランスを取りたかった」とGame Watchとのインタビューの中で述べている。
河上も「直接的な描写がないから、ゲームとしても問題がなく、むしろ暗いだけの話で終わらないために必要な、物語への『救い』である」とGame Watchとのインタビューの中で述べている。

### ディレクターズカット版
月額制の「R.P.G-mode」向けに配信するにあたり、桝田は、ユーザーの意見を取り入れたうえでディレクターズカット版の開発にあたった。
携帯アプリ版の配信前、桝田は「初回プレイでは試行錯誤を重ねて操作方法を学び、2回目以降の周回プレイで最終的なシナリオにたどり着く」という遊び方を想定していた。実際のユーザーの携帯アプリ版の遊び方は「こまめにセーブとロードを行い、最初から正解を選んで最終的なシナリオにたどり着く」と、桝田の想定とは少し異なるものであり、その結果、多くのユーザーが達成度の高いエンディングを1回しか見ておらず、達成率の低いエンディングにはほとんどたどり着いていなかった。
また、桝田はユーザーがだらだらと遊ぶことを想定しており、本気で攻略するユーザーの存在に驚いたとGame Watchとのインタビューの中で、述べている。さらに、隙間時間を利用するなどユーザーが様々な遊び方をしていることも、桝田にとっては新しい発見だった。
そこで、桝田は1回でのプレイでも楽しめるように調整を施し、その一環として達成率の高いプレイでたどり着きやすいエンディングを細分化させる形で新しいエンディングを追加した。

## ラジオ
『日本一RADIO死す。』のタイトルで、2015年8月19日から2016年3月23日までHiBiKi Radio Stationにて配信された。隔週水曜日更新。パーソナリティは三森すずこ、今井麻美、間島淳司。